# 金宰範
金 宰範（キム・ジェボム、朝: 김재범、英: Kim Jae-Bum、1985年1月25日 - ）は、大韓民国・慶尚北道金泉市出身の柔道家。身長180cm。階級は81kg級。韓国馬事会所属。

## 経歴
敬虔なクリスチャンであり、試合の前には両手を掲げて神に祈りを捧げ、試合に勝つと同じように両手を掲げて叫び、主に勝利を伝えるという。
先手攻撃を延々と続ける柔道スタイルや、驚異的なスタミナから、「体力王」の異名をとった。
2004年ブダペストで開催された世界ジュニア柔道選手権73kg級で金メダルを獲得。
李元熹、王己春らと共に韓国73kg級のビッグスリーと呼ばれていたが、2008年に81kg級に転向。北京オリンピックの代表の座を獲得し、決勝でドイツのオーレ・ビショフの前に敗れたものの銀メダルを獲得した。
2010年、ワールドマスターズ、世界選手権、アジア大会と立て続けに金メダルを獲得した。
2011年はグランドスラム・パリを制するも、グランドスラム・モスクワでは準々決勝でドイツのスヴェン・マレシュを相手に有効2つをリードしながら、残り2秒のところで組み手を嫌がり小走りに逃げたとして指導1を受け、さらには残り2秒も同じ行為を繰り返したために、柔道精神に反する行為として前代未聞の反則負けとなった。その判定に納得いかないのか、暫く畳の上にとどまって抗議の意を示した。パリ世界選手権では前年に続いて2連覇を達成した。
2012年7月のロンドンオリンピックでは前回のオリンピック決勝で敗れたビショフと対戦して勝利し金メダルを獲得している。なおこの時、前年以来悩まされていた右肩の骨折を含め、右手薬指の靭帯切断、右膝捻挫等、数ヶ所の負傷に見舞われていた。試合ごとに鎮痛剤を打たなければまともに戦うこともできない状態だったという。本人は後に、「主が、あなたを用いると約束して下さった　右半身が死んでいても、何も恐れてはいませんでした」と語った。
2014年9月に地元韓国の仁川で開催されたアジア大会では2連覇を果たしたが、2015年8月の世界選手権では初戦でポルトガルの選手に一本負けを喫した。
2016年5月にはケガなどの影響もあって引退を表明した。

## 主な戦績
- 2003年 - アジアジュニア 優勝（66kg級）

73kg級での戦績
- 2004年 - 世界ジュニア 優勝
- 2004年 - 韓国国際 2位
- 2005年 - アジア選手権 優勝
- 2005年 - 韓国国際 優勝
- 2006年 - オーストリア国際 優勝
- 2007年 - ユニバーシアード 2位

81kg級での戦績
- 2008年 - ドイツ国際 優勝
- 2008年 - アジア選手権 優勝
- 2008年 - 北京オリンピック 2位
- 2009年 - グランドスラム・パリ 2位
- 2009年 - アジア選手権 優勝
- 2009年 - 世界選手権 3位
- 2009年 - ワールドカップ・スウォン 優勝
- 2009年 - グランドスラム・東京 2位
- 2010年 - ワールドマスターズ 優勝
- 2010年 - グランプリ・デュッセルドルフ 優勝
- 2010年 - ワールドカップ・プラハ 優勝
- 2010年 - ワールドカップ・ウランバートル 優勝
- 2010年 - 世界選手権 優勝
- 2010年 - ワールドカップ・アルマトイ 2位
- 2010年 - アジア大会 優勝
- 2010年 - ワールドカップ・スウォン 優勝
- 2011年 - グランドスラム・パリ 優勝
- 2011年 - アジア選手権 個人戦 優勝 団体戦 優勝
- 2011年 - グランドスラム・モスクワ 5位
- 2011年 - 世界選手権 優勝
- 2012年 - アジア選手権 個人戦 優勝 団体戦 優勝
- 2012年 -　ロンドンオリンピック 優勝
- 2012年 - グランドスラム・東京 優勝
- 2013年 - グランプリ・デュッセルドルフ 3位
- 2013年 - グランプリ・チェジュ 優勝
- 2014年 - グランドスラム・パリ 3位
- 2014年 - アジア大会 個人戦 優勝 団体戦 優勝
- 2014年 -　グランプリ・チェジュ 優勝
- 2014年 - グランドスラム・東京 5位
- 2015年 - ヨーロッパオープン・ソフィア 優勝
- 2015年 - ヨーロッパオープン・ローマ 3位
- 2015年 - アジア選手権 個人戦 2位 団体戦 3位
- 2016年 - グランプリ・サムスン 5位

（出典、JudoInside.com）

## 出演映像
- 青春不敗2 #38 - YouTube[7]

共演 鄭勲、宋大南、曹準好、ヒョヨン（少女時代）、ジヨン (KARA) 、ボラ (SISTAR) 、スジ (Miss A) 、イェウォン（ジュエリー)他